# SV Mülheim-Nord
Der SV Mülheim Nord 1931 e. V. ist ein Schachverein mit Sitz in Mülheim an der Ruhr.

## Geschichte
Der Verein ging 1970 aus der Fusion zwischen den 1931 und 1965 gegründeten Schachvereinen SV Kreuzfeld und Springer Schach Dümpten hervor. Bis in das Jahr 1991 praktisch als reiner Gesellschaftsverein, also mehr am Spaß und weniger am sportlichen Erfolg ausgerichtet, entwickelte er sich ab dieser Zeit zu einem leistungsorientierten Sportverein. Im Ergebnis der Bemühungen ist er einer der mitgliederstärksten Schachvereine Deutschlands mit etwa 160 Mitgliedern, dessen 1. Mannschaft seit der Saison 2004/05 in der deutschen Schachbundesliga des DSB spielt. Auch die Damenmannschaft spielt in der höchsten deutschen Spielklasse, der Frauenbundesliga. Als einer von wenigen Schachvereinen verfügt er über ein eigenes Vereinsheim mit alleinigem Nutzungsrecht.

## Erfolge
- Schachbundesliga 2004/05 – Platz 7
- Schachbundesliga 2005/06 – Platz 9
- Schachbundesliga 2006/07 – Platz 13
- Schachbundesliga 2007/08 – Platz 3
- Schachbundesliga 2008/09 – Platz 5
- Schachbundesliga 2009/10 – Platz 4
- Schachbundesliga 2010/11 – Platz 5
- Schachbundesliga 2011/12 – Platz 9
- Schachbundesliga 2012/13 – Platz 2 (Teilnahme am Europapokal)
- Schachbundesliga 2013/14 – Platz 2 (Teilnahme am Europapokal)
- Schachbundesliga 2014/15 – Platz 12
- Schachbundesliga 2015/16 – Platz 7
- Schachbundesliga 2016/17 – Platz 6
- Schachbundesliga 2017/18 – Platz 11
- Schachbundesliga 2018/19 – Platz 11
- Schachbundesliga 2019/21 – Platz 11
- Schachbundesliga 2021/22 – Platz 8
- Schachbundesliga 2022/23 – Platz 8
- Schachbundesliga 2023/24 – Platz 13

## Bekannte Spieler
Aktuell erfolgreichste Spieler des Vereins nach Elo-Zahl (Stand: Februar 2020):
- GM David Navara (2717)
- GM Thai Dai Van Nguyen (2560)
- GM Daniel Fridman (2625)
- GM Oleksandr Mojissejenko (2562)
- GM Arturs Neikšāns (2561)
- GM Daniel Dardha (2606)
- GM Konstantin Landa (2625)
- GM Pawel Tregubow (2589)
- IM Liam Vrolijk (2501)
- IM Max Warmerdam (2497)
- IM Thomas Beerdsen (2497)
- GM Daniel Hausrath (2477)
- GM Mihail Saltaev (2475)
- GM Felix Levin (2472)
- IM Valentin Bukels (2462)
- GM Michael Feygin (2458)
- IM Patrick Zelbel (2453)
- IM Nico Zwirs (2443)
- IM Anna Zatonskih (2425)
- IM Volkmar Dinstuhl (2387)

Aktuell erfolgreichste Spielerinnen des Vereins nach Elo-Zahl (Stand: Februar 2020):
- IM Anna Zatonskih (2425)
- WIM Anna Rudolph (2227)
- Marina Limbourg (2046)
- WFM Elena Sokalska (2002)
- Viktoria Kühn (1845)
- Agnes Stoer (1680)

## Schach im Museum
Die Leiterin des Kunstmuseums Mülheim an der Ruhr, Beate Reese, organisierte zusammen mit Heinz Schmitz, dem Vorsitzenden des Schachvereins SV Mülheim-Nord, und mit dem Ideengeber, dem Künstler Hans-Peter Porzner, die Ausstellung „Schach!!“ – Die Schachbundesliga im Museum, im Kunstmuseum Mülheim an der Ruhr, 18. März bis 1. Mai 2011. Es spielten: OSG Baden-Baden, Schachclub Eppingen, SV Wattenscheid und SV Mülheim-Nord. Die Vereine traten mit ihren jeweils stärksten Mannschaften an. Die Bundesligakämpfe fanden vom 18. bis 20. März statt. Die Schirmherrschaft der Bundesligakämpfe und der Ausstellung hat die Ministerpräsidentin von Nordrhein-Westfalen, Hannelore Kraft, übernommen. In der Ausstellung waren Werke von Marcel Duchamp, Wassily Kandinsky, Willi Baumeister und zeitgenössischen Künstlern wie Jårg Geismar, Matthias Bitzer, Gregor Hildebrandt, Hans-Peter Porzner u. a. zu sehen. In der Konsequenz des großen medialen Erfolges dieser Ausstellung organisierte man die Schachweltmeisterschaft 2012 zwischen dem damaligen Weltmeister Viswanathan Anand und Boris Gelfand ebenso im Museum, in der Tretjakow-Galerie in Moskau (10. Mai bis 31. Mai 2012).